# Wilk meksykański
Wilk meksykański (Canis lupus baileyi) – podgatunek wilka szarego, drapieżnego ssaka z rodziny psowatych (Canidae). Występuje w Ameryce Środkowej, krytycznie zagrożony, w 1990 reintrodukowany na południe Ameryki Północnej i do Meksyku, gdzie wyginął na wolności. Najmniejszy z amerykańskich wilków, waży ok. 30–55 kg. Barwa sierści zmienna, od czerwonawej po szarą, z czarną kryzą wzdłuż grzbietu i z dłuższymi włosami na karku. Dieta urozmaicona, od królików, poprzez gryzonie, muflony, aż do jeleniowatych.
Wytworzył dwie wymarłe już formy populacyjne:
- wilk teksaski (C. l. b. monstrabilis ) – wymarła forma wilka meksykańskiego, zamieszkiwał Teksas i północne części Meksyku.

- wilk z gór Mogollon (C. l. b. mogollonensis) – wymarła forma geograficzna wilka meksykańskiego. Zwierzę zamieszkiwało centralną Arizonę i Nowy Meksyk. Ciemna, brązowawa sierść z białym miejscami.